# Caishen
Caishen – bóstwo chińskie, czczone zwłaszcza w taoizmie. Bóg dobrobytu i bogactwa, w niektórych rejonach uznawany również za opiekuna handlu. Przedstawiany jako postać jadąca na czarnym tygrysie.
Postać Caishena często dzielona jest na dwa bóstwa. Przedstawia się wówczas w ikonografii po lewej stronie wojskowego, a po prawej cywilnego boga bogactwa. Postaci te identyfikuje się wówczas w zależności od regionu z różnymi lokalnymi bóstwami. Czasem Caishena przedstawia się również jako grupę pięciu bogów. Wynika to ze specyfiki wierzeń Chińczyków, dla których ważniejsze było samo bogactwo niż ustalanie który konkretnie bóg je rozdaje.
W zależności od regionu Caishenowi składano ofiarę drugiego lub piątego dnia po Nowym Roku. Według lokalnej tradycji pekińskiej drugiego i szesnastego dnia każdego miesiąca Caishen udawał się do nieba przed oblicze Nefrytowego Cesarza i składał mu sprawozdanie o czynach ludzi, na podstawie którego wyznaczano im kary lub nagrody.